# Athanase Sartori
Athanase Sartori (ur. 10 maja 1852 w Cadero w prowincji Varese, zm. 9 października 1920 w Paryżu) – francuski strzelec, olimpijczyk, medalista mistrzostw świata.
W 1912 roku wystąpił na igrzyskach olimpijskich w trzech konkurencjach. Najlepszy wynik osiągnął w karabinie dowolnym w trzech postawach z 300 m, w którym uplasował się na 63. pozycji.
Sartori raz zdobył medal na mistrzostwach świata. Został drużynowym brązowym medalistą w pistolecie dowolnym z 50 m podczas turnieju w 1902 roku, osiągając jednak najsłabszy wynik w reprezentacji (skład zespołu: Caurette, Louis Dutfoy, Léon Moreaux, Raphaël Py, Athanase Sartori).

## Wyniki

### Igrzyska olimpijskie
| Igrzyska       | Konkurencja                              | Wynik                  | Miejsce | Źródło |
| -------------- | ---------------------------------------- | ---------------------- | ------- | ------ |
| Sztokholm 1912 | Karabin dowolny, trzy postawy, 300 m     | 754 pkt. (303–258–193) | 63      | [ 3 ]  |
| Sztokholm 1912 | Karabin wojskowy, trzy postawy, 300 m    | 38 pkt. (23–15)        | 90      | [ 4 ]  |
| Sztokholm 1912 | Karabin wojskowy, dowolna postawa, 600 m | 32 pkt.                | 84      | [ 5 ]  |

### Medale mistrzostw świata
Opracowano na podstawie materiałów źródłowych:
| Mistrzostwa | Konkurencja                       | Wynik                             | Miejsce |
| ----------- | --------------------------------- | --------------------------------- | ------- |
| Rzym 1902   | Pistolet dowolny, 50 m, drużynowo | 2131 pkt. (druż.) 388 pkt. (ind.) |         |